# Svetlana Obucina
Ne pas confondre avec la handballeuse yougoslave Svetlana Anastasovska-Obućina (en), championne olympique en 1984.
Svetlana Obucina, née le 9 octobre 1979, est une handballeuse serbe évoluant au poste d'arrière gauche.

## Biographie
Svetlana a évolué dans le club de Napredak Krusevac de 1999 à 2002, où elle inscrivit plus de 250 buts et est vice-championne à 3 reprises et finaliste de la Coupe en 2002. Cette année-là, elle tente sa chance en France au Handball Metz Métropole où elle remporte un titre de championne de France en 2004
Il s'ensuit une grande itinérance à travers l'Europe. Elle passe une saison au Monténégro au Budućnost Podgorica où elle réalise le doublé Championnat-Coupe. En 2005, elle rejoint le club de Bjørnar en Norvège et inscrit plus de 100 buts durant la saison. En 2006-2007, après 6 mois à Dunaffer (Hongrie), elle termine la saison dans le pays Basque Espagnol au club d'Akaba Bera Bera avec lequel elle a remporté la Coupe de la Reine 2007. Durant l'été 2007, elle prend la direction de l'Allemagne et le Frankfurt HC qui termina la saison à la 4e place du classement. 
En 2008, retour en Norvège pour 3 saisons au Bækkelagets SK puis au Njård HC, où elle met un terme à une carrière bien remplie.
Au cours de sa carrière, elle a participé à la Coupe d'Europe pendant huit années d'affilée.

## Palmarès

### En club
Compétitions nationales:
- Championne de France en 2004 (avec Handball Metz Métropole)
- Championne de Serbie-et-Monténégro en 2005 (avec Budućnost Podgorica)
- Vainqueur de la Coupe de Serbie-et-Monténégro en 2005 (avec Budućnost Podgorica)
- Vainqueur de la Coupe de la Reine en 2007 (avec Akaba Bera Bera)

### En sélection
- 4e place aux Jeux méditerranéens de 2001[1]
- 4e place au Championnat d'Europe de beach handball en 2000 en Italie[réf. nécessaire]
- Participation à un Championnat du monde junior[réf. nécessaire]
- Participation à un Championnat d'Europe[réf. nécessaire]